# Новые Буриги
Новые Буриги — деревня в восточной части Порховского района Псковской области. Входит в состав сельского поселения «Полонская волость».
Расположена в 13 км к востоку от города Порхов и в 4 км к востоку от волостного центра Полоное.
Численность населения составляет 13 жителей (2000 год).